# Longhua, Chongqing
Longhua (kinesiska: 龙华) är en köping i sydvästra Kina. Den ligger i stadsdistriktet Jiangjin i storstadsområdet Chongqing, omkring 53 kilometer sydväst om det centrala stadsdistriktet Yuzhong. Antalet invånare är 27 849. Befolkningen består av 13 615 kvinnor och 14 234 män. Barn under 15 år utgör 17,0 %, vuxna 15-64 år 64 %, och äldre över 65 år 17,0 %.